# Heart & Soul
Heart & Soul (с англ. — «Сердце и душа») — седьмой студийный альбом американского кантри-музыканта Эрика Чёрча, вышедший 23 апреля 2021 года на лейблах EMI Nashville и BigEC.
Альбом был разделен на три отдельные части: Heart (выпущен 16 апреля 2021 года), & (выпущен 20 апреля 2021 года исключительно как виниловая пластинка для членов его фан-клуба под названием Church Choir) и Soul (выпущен 23 апреля 2021 года), которые впоследствии можно будет приобрести как единый альбом из 24 треков. Альбом был выпущен лейблом EMI Nashville, на котором Чёрч записывается с 2011 года с альбома Chief. Ему предшествовали синглы «Stick That in Your Country Song», который был номинирован на Лучшее сольное выступление в стиле кантри на 63-й церемонии Грэмми, и «Hell of a View».

## Предыстория
Говоря о создании тройного альбома, Чёрч сказал: «Самое интересное в этом процессе состоит в том, что Jay постоянно спрашивал меня последние три или четыре дня: „Мы закончили?“ И в то время я не знал, что это за проект. Я все время повторял: „Боже, это будет действительно сложно. Здесь много всего. Это двойной альбом? И если это двойной альбом, как нам отказаться от этих пяти или шести песен?“ Я жёстко критикую себя за то, что каждая песня заслуживает быть в релизе. Но это было просто особенное, особенное время и особый, особенный проект, который, я думаю, будет одним из наших лучших».

## Коммерческий успех
1 мая 2021 года альбом Heart (первая часть Heart & Soul) дебютировал на 3-месте в кантри-чарте Top Country Albums (9-й диск певца в десятке лучших). Диск Чёрча также возглавил общий мультижанровый хит-парад Top Album Sales (40,000 копий продаж из общего числа 49,000 эквивалентных единиц; 3-й здесь чарттоппер) и был № 5 в Billboard 200 (его шестой в top 10).
8 мая 2021 года альбом Soul (третья часть Heart & Soul) дебютировал на 2-месте в кантри-чарте Top Country Albums (10-й диск певца в десятке лучших). Диск Чёрча также возглавил общий мультижанровый хит-парад Top Album Sales (42,000 копий продаж из общего числа 53,000 эквивалентных единиц; 4-й здесь чарттоппер) и был № 4 в Billboard 200 (его седьмой в top 10).

## Список композиций
По данным Rolling Stone Country.
| №                   | Название                          | Автор(ы)                                                | Длительность |
| ------------------- | --------------------------------- | ------------------------------------------------------- | ------------ |
| 1.                  | «Heart on Fire»                   | Эрик Чёрч                                               | 4:18         |
| 2.                  | «Heart of the Night»              | Чёрч Travis Hill Jeff Hyde Jeremy Spillman Ryan Tyndell | 3:18         |
| 3.                  | «Russian Roulette»                | Чёрч Casey Beathard Monty Criswell                      | 3:57         |
| 4.                  | «People Break»                    | Чёрч Luke Laird                                         | 3:21         |
| 5.                  | «Stick That in Your Country Song» | David Naish Jeffrey Steele                              | 3:48         |
| 6.                  | «Never Break Heart»               | Чёрч Luke Dick                                          | 3:48         |
| 7.                  | «Crazyland»                       | Чёрч Laird Michael P. Heeney                            | 2:39         |
| 8.                  | «Bunch of Nothing»                | Чёрч Hyde                                               | 3:29         |
| 9.                  | «Love Shine Down»                 | Чёрч Beathard Steele                                    | 2:46         |
| Общая длительность: | Общая длительность:               | Общая длительность:                                     | 31:24        |

| №                   | Название              | Автор(ы)              | Длительность |
| ------------------- | --------------------- | --------------------- | ------------ |
| 1.                  | «Through My Ray-Bans» | Чёрч Barry Dean Laird | 4:33         |
| 2.                  | «Doing Life with Me»  | Чёрч Beathard Steele  | 3:15         |
| 3.                  | «Do Side»             | Чёрч Beathard         | 3:34         |
| 4.                  | «Kiss Her Goodbye»    | Чёрч Beathard         | 3:52         |
| 5.                  | «Mad Man»             | Чёрч Beathard         | 3:58         |
| 6.                  | «Lone Wolf»           | Чёрч Hyde Tyndell     | 3:40         |
| Общая длительность: | Общая длительность:   | Общая длительность:   | 22:52        |

| №                   | Название                    | Автор(ы)                               | Длительность |
| ------------------- | --------------------------- | -------------------------------------- | ------------ |
| 1.                  | «Rock & Roll Found Me»      | Чёрч Beathard Driver Williams          | 4:08         |
| 2.                  | «Look Good and You Know It» | Чёрч Travis Meadows Jonathan Singleton | 3:12         |
| 3.                  | «Bright Side Girl»          | Чёрч Clint Daniels Scotty Emerick Hyde | 3:02         |
| 4.                  | «Break It Kind of Guy»      | Чёрч Beathard Dick                     | 3:45         |
| 5.                  | «Hell of a View»            | Чёрч Beathard Criswell                 | 2:55         |
| 6.                  | «Where I Wanna Be»          | Чёрч Beathard Spillman Tyndell         | 4:05         |
| 7.                  | «Jenny»                     | Church                                 | 3:19         |
| 8.                  | «Bad Mother Trucker»        | Чёрч Beathard Dick Spillman            | 3:24         |
| 9.                  | «Lynyrd Skynyrd Jones»      | Beathard                               | 3:42         |
| Общая длительность: | Общая длительность:         | Общая длительность:                    | 31:31        |

## Чарты

### Heart
| Чарт (2021)                              | Высшая позиция |
| ---------------------------------------- | -------------- |
| Австралия (Country Albums, ARIA)         | 6              |
| Канада (Canadian Albums Chart)           | 10             |
| Шотландия (Scottish Albums Chart)        | 27             |
| Великобритания (UK Country Albums Chart) | 2              |
| США (Billboard 200)                      | 5              |
| США (Billboard Top Country Albums)       | 3              |

### &
| Чарт (2021)                        | Высшая позиция |
| ---------------------------------- | -------------- |
| США (Billboard 200)                | 83             |
| США (Billboard Top Country Albums) | 12             |

### Soul
| Чарт (2021)                              | Высшая позиция |
| ---------------------------------------- | -------------- |
| Австралия (Country Albums, ARIA)         | 6              |
| Канада (Canadian Albums Chart)           | 9              |
| Шотландия (Scottish Albums Chart)        | 25             |
| Швейцария (Schweizer Hitparade)          | 55             |
| Великобритания (UK Country Albums Chart) | 3              |
| США (Billboard 200)                      | 4              |
| США (Billboard Top Country Albums)       | 2              |